# 山本孝夫
山本 孝夫（やまもと たかお、1948年 - ）は、日本の商学者。嘉悦大学名誉教授。専門は会計学。

## 来歴
1970年 駒澤大学経済学部商学科卒業、1976年同大学院商学研究科修了。
1976年 日本女子経済短期大学非常勤講師、1977年専任講師、1983年 嘉悦女子短期大学助教授、1989年教授を経て、2001年嘉悦大学経営経済学部教授に就任。

## 著書
- 『資産評価の基礎構造』創成社出版 1989年
- 『企業会計の基礎構造』創成社出版 1992年
- 『現代会計学の課題』創成社出版 1993年
- 『簿記の基礎構造（増補改訂版）』創成社 2001年 (中原章吉編著/胡義博/山本孝夫/嶺輝子/飯野幸江/阿部一人/柳田清治/大原昌明/川口修)
- 『例解　演習基本簿記 (3訂版)』創成社 2003年 (山本孝夫/前川邦生 編著)
- 『財務会計の入門講座』中央経済社 2004年[2]
- 『会計リテラシー』創成社出版 2010年 (山本孝夫/前川邦生 編著/飯野幸江/井上行忠/谷川喜美江)
  - 「国立国会図書館サーチ」を参照